# Malo Orašje
Malo Orašje (en serbe cyrillique : Мало Орашје) est un village de Serbie situé sur le territoire de la Ville de Smederevo, district de Podunavlje. Au recensement de 2011, il comptait 982 habitants.
Malo Orašje est situé sur les bords de la Ralja.

## Démographie

### Évolution historique de la population
| 1948  | 1953  | 1961  | 1971  | 1981  | 1991  | 2002  | 2011 |
| ----- | ----- | ----- | ----- | ----- | ----- | ----- | ---- |
| 1 698 | 1 769 | 1 691 | 1 495 | 1 372 | 1 271 | 1 139 | 982  |

|  |